# Вебер, Янник
Янни́к Сири́ль Вебе́р (фр. Yannick Cyril Weber; род. 23 сентября 1988, Морж, Во) — швейцарский хоккеист, защитник.

## Клубная карьера

### Карьера до отъезда в НХЛ
В юности Вебер играл в Квебекском международном хоккейном турнире 2002 года с командой из Центральной Швейцарии. Карьеру профессионального хоккеиста Янник Вебер начал в 2005 году, в клубе второй швейцарской лиги «Лангенталь». До этого Вебер играл в юниорской команде швейцарского СК «Берн». Отыграв в «Лагентале» 1 сезон, молодой защитник перебрался за океан, в клуб ОХЛ «Китченер Рейнджерс». За два сезона с «Рейнджерс» Вебер набрал 96 очков и еще 26 в плей-офф. В 2008 году, в своем последнем сезоне с «Китченером», он помог команде выиграть четвёртый кубок Дж. Росса Робертсона и выйти в финал Мемориального кубка.

### Карьера в НХЛ и Европе

#### Монреаль Канадиенс

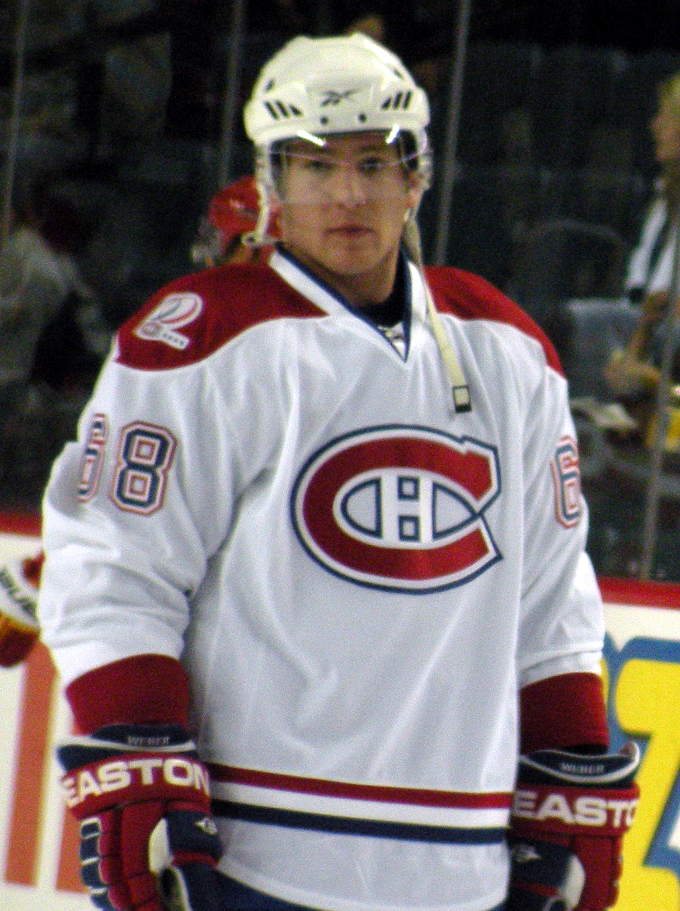
Янник Вебер в составе «Монреаль Канадиенс» в 2009 году

В 2007 году под общим 73-м номером Вебер был задрафтован клубом «Монреаль Канадиенс». Летом 2008 года «Монреаль» подписал с Вебером трехлетний контракт новичка. Свой первый матч в НХЛ Вебер сыграл в сезоне 2008/09. В том же сезоне молодой защитник принял участие в матче всех звёзд АХЛ. Первые два сезона после перехода в НХЛ Янник Вебер в основном провёл за фарм-клуб «Монреаля», «Гамильтон Булдогс». 20 апреля 2009 года Вебер забил свой первый гол в НХЛ вратарю Тиму Томасу из «Бостона». Стабильное место в основе «Канадиенс» швейцарский защитник получил только в сезоне 2010/11. В 2011 году в плей-офф Вебер забил 2 гола в ворота вышеупомянутого Тима Томаса. В июне 2011 года продлил контракт с «Монреалем» на 2 года и общую сумму $ 1,7 млн. 9 октября 2011 года Вебер забил гол в большинстве в матче против «Виннипег Джетс» в первой игре регулярного сезона. Это позволило «Канадиенс» победить в Виннипеге впервые с 1996 года. Также Вебер является единственным на данный момент хоккеистом «Монреаля», который играл в джерси с игровым номером 68. Всего за «Монреаль» Вебер провёл 115 встреч и набрал 32 очка в регулярных чемпионатах и 6 встреч и 4 (3+1) очка в плей-офф.

#### Женева-Серветт
В сентябре 2012 года подписал контракт с «Женевой-Серветт» из-за временного локаута в НХЛ и неизвестности о начале сезона НХЛ 2012/13. За «Женеву-Серветт» провёл 32 матча, в которых набрал 21 (5+16) очко, позже вернувшись в стан «Монреаля».

#### Ванкувер Кэнакс

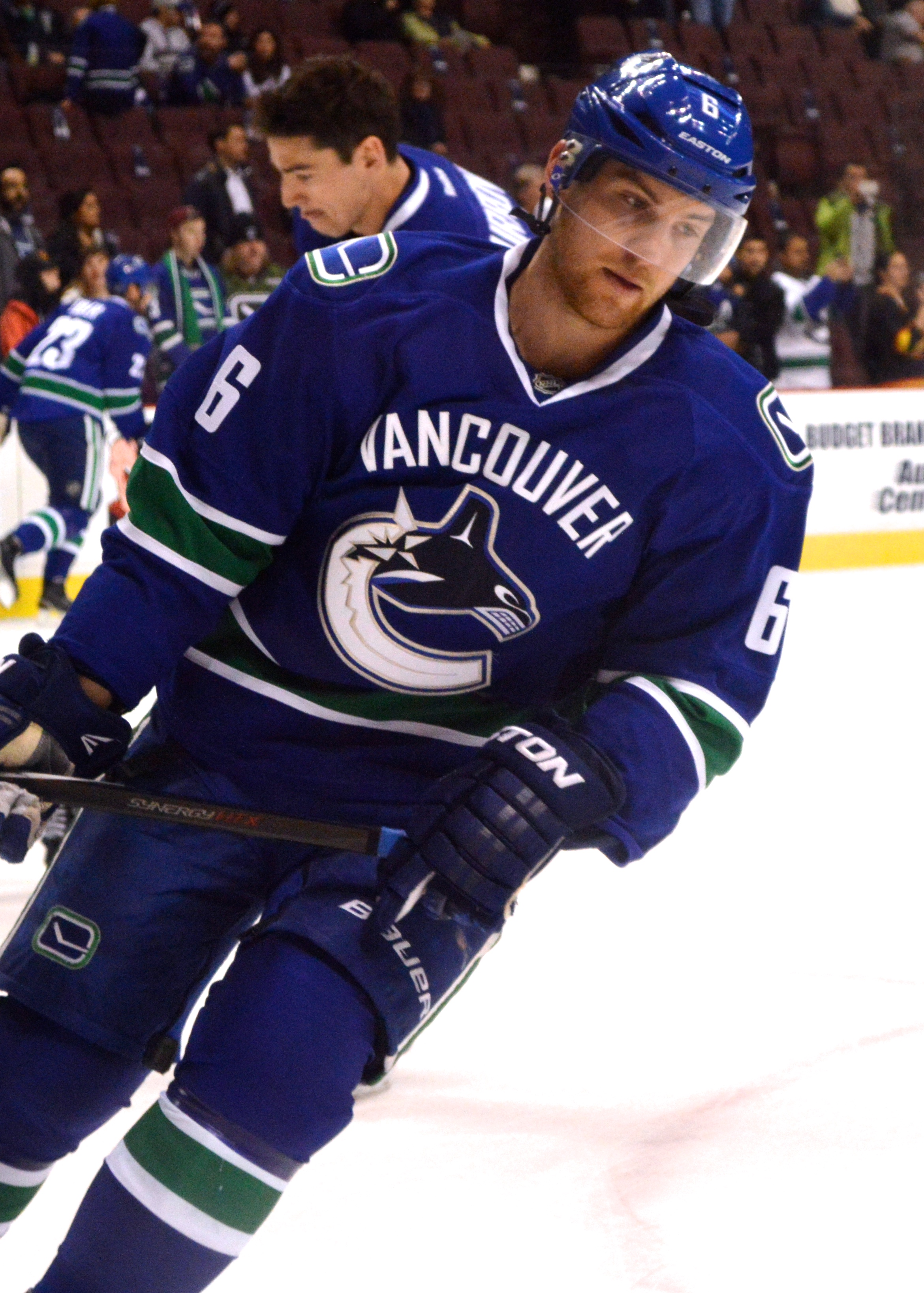
Янник Вебер в составе «Ванкувер Кэнакс» в 2015 году

5 июля 2013 года Вебер подписал однолетний контракт на сумму $ 650 тыс. с «Ванкувер Кэнакс» после того как «Канадиенс» не квалифицировали его как ограниченно свободного агента. В ноябре 2013 года Вебера выставили на драфт отказов, откуда его никто не забрал. Существовала вероятность, что Вебер может перейти в швейцарский «Берн», но игрок отклонил предложение клуба. Также Вебером интересовались «Женева-Серветт», за которую он выступал в сезоне 2012/13, а также «Фрибур-Готтерон». Позже Вебера вызвали в основную команду. В сезоне 2013/14 набрал 10 очков в 49 матчах за и продлил контракт на 1 год и $ 850 тыс. В сезоне 2014/15 Янник установил личные рекорды, набрав 21 очко из которых 11 голов. 5 из 11 голов были забиты в последних 11 играх регулярного чемпионата. 1 июля 2015 года Янник Вебер переподписал контракт с «Ванкувер Кэнакс» на год и $ 1,5 млн. По ходу сезона 2015/16 Вебера из-за неудовлетворительной игры выставили на драфт отказов, который он удачно прошёл и отправился в фарм-клуб «Ванкувер Кэнакс» — «Ютику Кометс». Однако не сыграв ни одной игры через несколько дней был вызван обратно в «Ванкувер» из-за травмы защитника Александра Эдлера. Всего за «Ванкувер Кэнакс» провёл 165 матчей, в том числе 6 в плей-офф, в которых набрал 38 очков.

#### Нэшвилл Предаторз
1 июля 2016 года после трёх лет в стане «косаток», будучи неограниченно свободным агентом, подписал однолетний контракт на сумму $ 575 тыс. с «Нэшвилл Предаторз». Ранее было известно, что Вебер отклонил предложения из Швейцарии от «Женевы-Серветт» и «Лугано», которые могли ему принести бы около 1,7 млн швейцарских франков. В первом же сезоне вместе с командой дошёл до Финала Кубка Стэнли. В сезоне 2016/17 провёл 73 матча в регулярном сезоне и 22 в плей-офф и набрал 8 и 1 очков соответственно. По заявлению Игоря Есмантовича – генерального менеджера ЦСКА, московский клуб вёл переговоры с Вебером, однако не смог договориться о переходе защитника. В июне 2017 года Вебер переподписал контракт с «Нэшвиллом» на 1 год и сумму $ 650 тыс. В январе 2018 года «Предаторз» объявили о переподписании трех защитников, а именно Энтони Битетто, Мэтта Ирвина и Янника Вебера. Последних двух на 2 года и общую сумму $ 1,3 млн. В сезоне 2017/18 Янник вместе с «хищниками» стал обладателем Президентского Кубка, а также Чемпионом Центрального дивизиона. Чемпионом Центрального дивизиона «Предаторз» стали и в 2019 году, однако уже в первом раунде уступили «Далласу» (2:4). После окончания контракта Вебер являлся свободным агентом, но в январе 2021 года «Нэшвилл» пригласил Вебера в тренировочный лагерь на просмотр. Однако после него Вебер не получил предложения о контракте. Всего за «Нэшвилл Предаторз» Янник Вебер провел 223 матча в регулярном сезоне и набрал 24 очка, а также 30 матчей в плей-офф с двумя набранными очками.

#### Питтсбург Пингвинз
27 января 2021 года подписал однолетний контракт с «Питтсбург Пингвинз» на сумму $ 700 тыс. За «Пингвинз» провёл лишь 2 матча без набранных очков, проведя большую часть сезона в «taxi squad».

#### Цюрих Лайонс
8 июня 2021 года подписал трёхлетний контракт с клубом Швейцарской национальной лиги «Цюрих Лайонс».

## Карьера в сборной
За сборную Швейцарии Янник Вебер дебютировал ещё в 2005 году, на юниорском чемпионате мира. С 2009 года защитник выступает за основную национальную команду, в её составе был участником ЧМ 2009, 2014, 2016 и 2019 годов, ОИ 2010 и 2014 годов.

## Статистика

### Клубная
| 2003–04     | Берн-U20           | CHE U20     | 32  | 2  | 3  | 5  | 39  | 8  | 2 | 0  | 2  | 8  |
| 2004–05     | Берн-U20           | CHE U20     | 37  | 5  | 4  | 9  | 62  | 5  | 0 | 0  | 0  | 22 |
| 2005–06     | Берн-U20           | CHE U20     | 17  | 1  | 6  | 7  | 46  | —  | — | —  | —  | —  |
| 2005–06     | СК Лагенталь       | NLB         | 28  | 3  | 0  | 3  | 8   | —  | — | —  | —  | —  |
| 2006–07     | Берн-U20           | CHE U20     | 1   | 0  | 0  | 0  | 2   | —  | — | —  | —  | —  |
| 2006–07     | Китченер Рейнджерс | ОХЛ         | 51  | 13 | 28 | 41 | 42  | 9  | 3 | 6  | 9  | 8  |
| 2007–08     | Китченер Рейнджерс | ОХЛ         | 59  | 20 | 35 | 55 | 79  | 17 | 4 | 13 | 17 | 24 |
| 2008–09     | Гамильтон Булдогс  | АХЛ         | 68  | 16 | 28 | 44 | 42  | 2  | 0 | 1  | 1  | 10 |
| 2008–09     | Монреаль Канадиенс | НХЛ         | 3   | 0  | 1  | 1  | 2   | 3  | 1 | 1  | 2  | 0  |
| 2009–10     | Гамильтон Булдогс  | АХЛ         | 65  | 7  | 25 | 32 | 58  | 3  | 0 | 0  | 0  | 2  |
| 2009–10     | Монреаль Канадиенс | НХЛ         | 5   | 0  | 0  | 0  | 4   | —  | — | —  | —  | —  |
| 2010–11     | Гамильтон Булдогс  | АХЛ         | 15  | 8  | 4  | 12 | 10  | —  | — | —  | —  | —  |
| 2010–11     | Монреаль Канадиенс | НХЛ         | 41  | 1  | 10 | 11 | 22  | 3  | 2 | 0  | 2  | 0  |
| 2011–12     | Монреаль Канадиенс | НХЛ         | 60  | 4  | 14 | 18 | 30  | —  | — | —  | —  | —  |
| 2012–13     | Женева-Серветт     | ШНЛ         | 32  | 5  | 16 | 21 | 40  | —  | — | —  | —  | —  |
| 2012–13     | Монреаль Канадиенс | НХЛ         | 6   | 0  | 2  | 2  | 2   | —  | — | —  | —  | —  |
| 2013–14     | Ванкувер Кэнакс    | НХЛ         | 49  | 6  | 4  | 10 | 16  | —  | — | —  | —  | —  |
| 2013–14     | Ютика Кометс       | АХЛ         | 7   | 2  | 5  | 7  | 0   | —  | — | —  | —  | —  |
| 2014–15     | Ванкувер Кэнакс    | НХЛ         | 65  | 11 | 10 | 21 | 30  | 6  | 0 | 0  | 0  | 12 |
| 2015–16     | Ванкувер Кэнакс    | НХЛ         | 45  | 0  | 7  | 7  | 24  | —  | — | —  | —  | —  |
| 2016–17     | Нэшвилл Предаторз  | НХЛ         | 73  | 1  | 7  | 8  | 25  | 22 | 0 | 1  | 1  | 5  |
| 2017–18     | Нэшвилл Предаторз  | НХЛ         | 47  | 2  | 3  | 5  | 16  | 4  | 1 | 0  | 1  | 2  |
| 2018–19     | Нэшвилл Предаторз  | НХЛ         | 62  | 2  | 6  | 8  | 18  | —  | — | —  | —  | —  |
| 2019–20     | Нэшвилл Предаторз  | НХЛ         | 41  | 1  | 2  | 3  | 14  | 4  | 0 | 0  | 0  | 0  |
| 2020–21     | Питтсбург Пингвинз | НХЛ         | 2   | 0  | 0  | 0  | 0   | —  | — | —  | —  | —  |
| Всего в НХЛ | Всего в НХЛ        | Всего в НХЛ | 499 | 28 | 66 | 94 | 195 | 42 | 4 | 2  | 6  | 19 |

### Международная
| Год                            | Сборная                        | Турнир                         | Место                          |    | И | Г | П  | О  | Ш |
| ------------------------------ | ------------------------------ | ------------------------------ | ------------------------------ | -- | - | - | -- | -- | - |
| 2005                           | Швейцария (мол.)               | ЮЧМ                            | 9-е                            | 6  | 1 | 0 | 1  | 6  |   |
| 2006                           | Швейцария (юниор.)             | МЧМ                            | 7-е                            | 6  | 1 | 0 | 1  | 4  |   |
| 2006                           | Швейцария (мол.)               | МЧМ - I див.                   | 12-е                           | 5  | 0 | 2 | 2  | 22 |   |
| 2007                           | Швейцария (юниор.)             | МЧМ                            | 7-е                            | 6  | 1 | 3 | 4  | 10 |   |
| 2008                           | Швейцария (юниор.)             | МЧМ                            | 9-е                            | 6  | 2 | 4 | 6  | 14 |   |
| 2009                           | Швейцария                      | ЧМ                             | 9-е                            | 3  | 0 | 0 | 0  | 8  |   |
| 2010                           | Швейцария                      | ОИ                             | 8-е                            | 5  | 0 | 0 | 0  | 6  |   |
| 2014                           | Швейцария                      | ОИ                             | 9-е                            | 4  | 0 | 0 | 0  | 2  |   |
| 2014                           | Швейцария                      | ЧМ                             | 10-е                           | 7  | 3 | 1 | 4  | 4  |   |
| 2016                           | Швейцария                      | ЧМ                             | 11-е                           | 7  | 1 | 2 | 3  | 4  |   |
| 2019                           | Швейцария                      | ЧМ                             | 8-е                            | 7  | 0 | 1 | 1  | 18 |   |
| Всего (юниор.)                 | Всего (юниор.)                 | Всего (юниор.)                 | Всего (юниор.)                 | 29 | 5 | 9 | 14 | 56 |   |
| Всего (осн. сборная Швейцарии) | Всего (осн. сборная Швейцарии) | Всего (осн. сборная Швейцарии) | Всего (осн. сборная Швейцарии) | 33 | 4 | 4 | 8  | 42 |   |